# Robert voor beste camerawerk
De Robert voor beste camerawerk (Deens: Årets fotograf) is een filmprijs die jaarlijks op de Robertfest uitgereikt wordt door de Danmarks Film Akademi.  

## Winnaars
| Jaar | Filmtitel                                           | Cinematograaf                     |
| ---- | --------------------------------------------------- | --------------------------------- |
| 1984 | Isfugle                                             | Dan Laustsen                      |
| 1985 | Forbrydelsens element                               | Tom Elling                        |
| 1986 | De flyvende djævle                                  | Mikael Salomon                    |
| 1987 | Manden i månen                                      | Morten Bruus                      |
| 1988 | Pelle de veroveraar                                 | Jörgen Persson                    |
| 1989 | Gedeelde prijs: Skyggen af Emma & Himmel og helvede | Dan Laustsen resp. Palle Arestrup |
| 1990 | Miraklet i Valby                                    | Dan Laustsen                      |
| 1991 | Springflod                                          | Dirk Brüel                        |
| 1992 | Europa                                              | Henning Bendtsen                  |
| 1993 | Kærlighedens smerte                                 | Jan Weincke                       |
| 1994 | Sort høst                                           | Jan Weincke                       |
| 1995 | Riget                                               | Eric Kress                        |
| 1996 | Menneskedyret                                       | Anthony Dod Mantle                |
| 1997 | Breaking the Waves                                  | Robby Müller                      |
| 1998 | Barbara                                             | Jan Weincke                       |
| 1999 | Festen                                              | Anthony Dod Mantle                |
| 2000 | Magnetisörens femte vinter                          | Dirk Brüel                        |
| 2001 | Blinkende lygter                                    | Eric Kress                        |
| 2002 | The King Is Alive                                   | Jens Schlosser                    |
| 2003 | I Am Dina                                           | Dan Laustsen                      |
| 2004 | It's All About Love                                 | Anthony Dod Mantle                |
| 2005 | Kongekabale                                         | Rasmus Videbæk                    |
| 2006 | Allegro                                             | Manuel Alberto Claro              |
| 2007 | Prag                                                | Jørgen Johansson                  |
| 2008 | Kærlighed på film                                   | Dan Laustsen                      |
| 2009 | Frygtelig lykkelig                                  | Jørgen Johansson                  |
| 2010 | Antichrist                                          | Anthony Dod Mantle                |
| 2011 | R                                                   | Magnus Nordenhof Jønck            |
| 2012 | Melancholia                                         | Manuel Alberto Claro              |
| 2013 | En kongelig affære                                  | Rasmus Videbæk                    |
| 2014 | Only God Forgives                                   | Larry Smith                       |
| 2015 | Nymphomaniac Director's Cut                         | Manuel Alberto Claro              |